# اسکوشیا (کالیفرنیا)
اسکوشیا (به انگلیسی: Scotia) یک منطقهٔ مسکونی در ایالات متحده آمریکا است که در شهرستان هامبولت، کالیفرنیا واقع شده‌است. اسکوشیا ۲٫۱۷۹ کیلومتر مربع مساحت و ۸۵۰ نفر جمعیت دارد و ۵۹ متر بالاتر از سطح دریا واقع شده‌است.